# Domesticação do gato

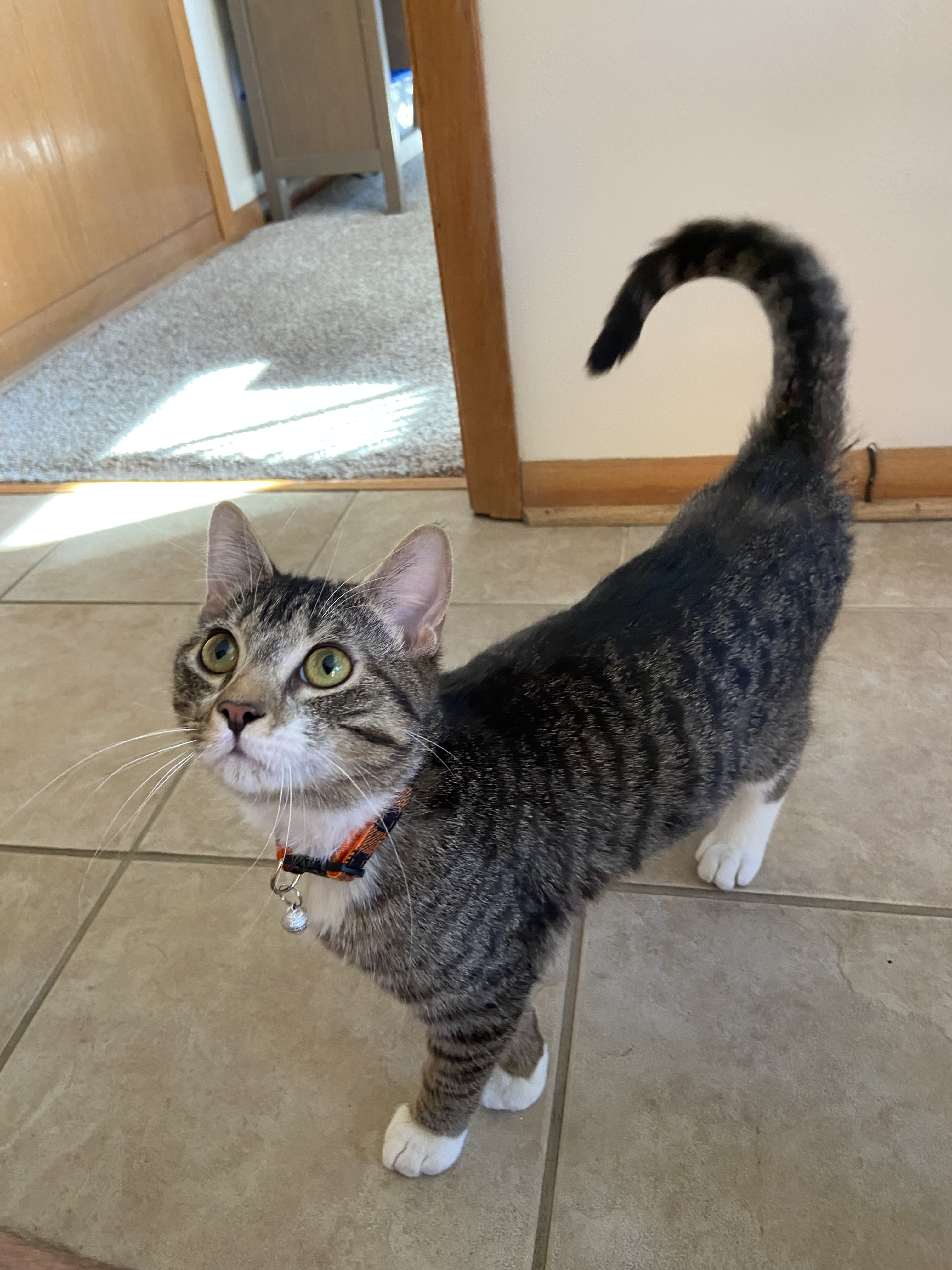
Um exemplo de gato doméstico

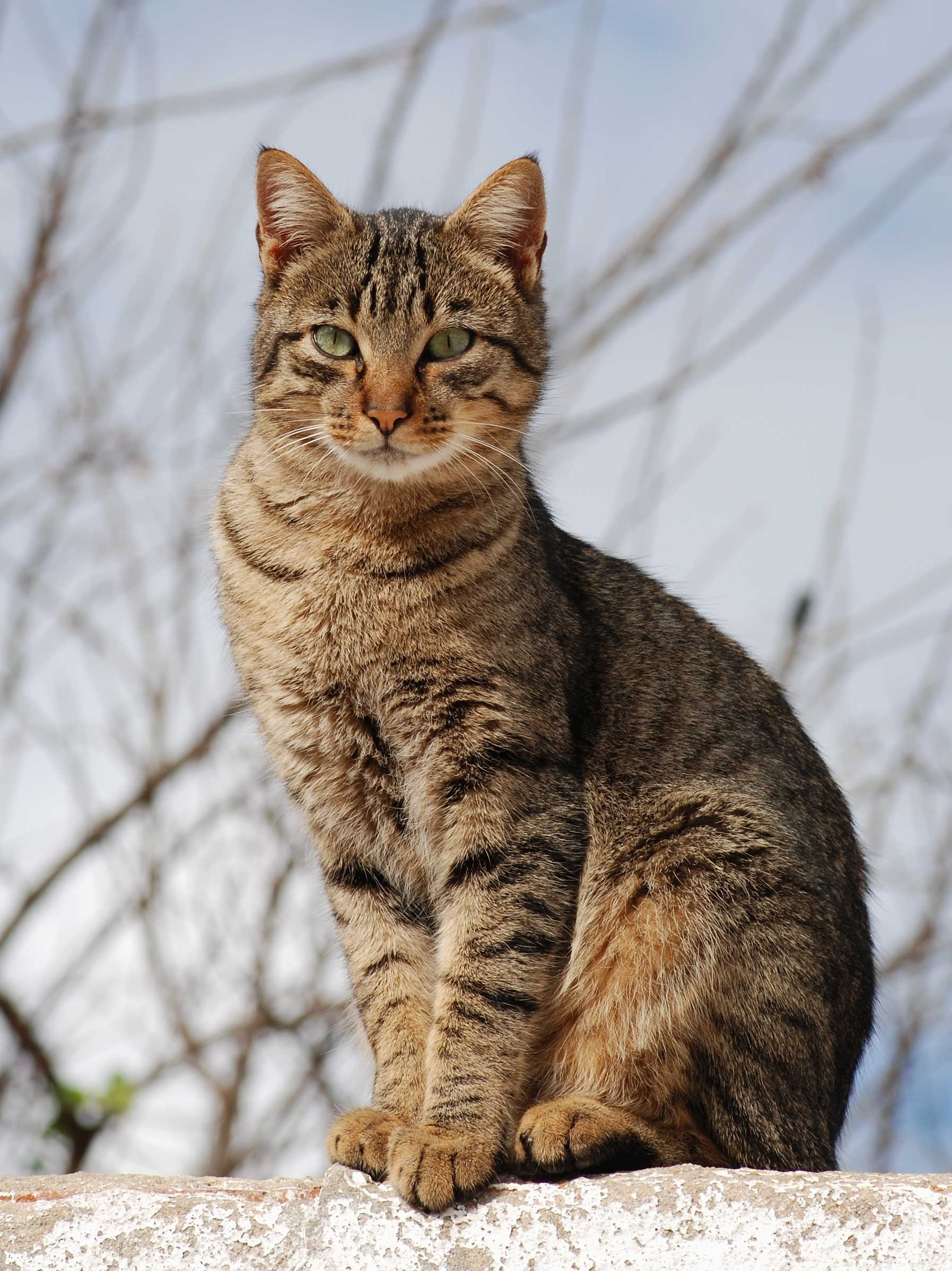
Um gato doméstico malhado

O gato doméstico é uma espécie originária da populações do Oriente Próximo e do Egito do gato selvagem africano, Felis silvestris lybica. Acredita-se que a família Felidae, à qual pertencem todas as espécies vivas de felinos, tenha surgido cerca de dez a onze milhões de anos e esteja separada em oito linhagens filogenéticas principais. O gênero Felis é o gênero à qual pertence o gato doméstico.
Diversos estudos mostraram que todas as variedades domésticas de gatos se originam a partir de uma única espécie do gênero Felis, Felis catus. Variações deste gênero Felis são encontrados em todo o mundo e, até há pouco, os cientistas tinham dificuldade em determinar exatamente qual região deu origem às raças modernas de gatos domésticos. Cientistas acreditam que não foi apenas um fato isolado que levou ao gato domesticado, mas uma série de fatores independentes em diversos lugares que levaram ao surgimento dessas raças. Complicações sobre a domesticação surgiram, pois as populações de gatos selvagens do mundo são muito difundidas e muito semelhantes entre si, dificultando os estudos. Esses "diferentes" gatos selvagens podem, e a tendência é que o façam, procriar livremente entre si quando em contato próximo, tornando as linhas entre os táxons ainda mais diferentes umas das outras.
Estudos recentes de seu DNA, o avanço nas tecnologias sobre genética e uma melhor compreensão do DNA e da genética como um todo ajudaram a fazer as descobertas na história evolutiva do gato doméstico. Evidências arqueológicas mostram que datas de domesticação possivelmente são anteriores as até então documentadas.